# جاده میوند
جادهٔ میوند (به لاتین: Jadayi Maiwand)  یک محلهٔ در افغانستان است که در شهر کابل قرار دارد.